# 斎藤利茂
斎藤 利茂（さいとう とししげ、生没年不詳）は、室町時代から戦国時代にかけての武将。斎藤利為の子。通称は帯刀左衛門尉と称す。斎藤又四郎とは同一人物とも。
永正18年（1521年）頃より、斎藤利良に代わって美濃国守護土岐頼武のもとで守護代を務める。汾陽寺文書によればこの年に汾陽寺（岐阜県関市）に禁制を出している。大永5年（1525年）、守護の頼武と対立していた頼武の弟頼芸を奉じた長井長弘と長井新左衛門が反乱を起こし、美濃守護所の福光館を占拠し、さらに利茂が拠る稲葉山城を攻め取った。享禄3年（1530年）には頼武が越前国へ逃れたことにより、庶流の長井氏が美濃実権を握った。
その後も頼芸方との対立は続き、長井氏の名跡を継いだ斎藤道三と争うが、天文5年（1536年）7月、頼芸が美濃国守護となると、頼武の子土岐頼純を見捨て、六角定頼の仲介により頼芸方に寝返り、頼芸のもとで守護代を務める。天文７年（1538年）、阿願寺文書によれば、阿願寺（岐阜県岐阜市）に寺領安堵をしている。天文10年（1541年）までその動静が判明しているが、道三が頼芸を追放した際にともに、追放されて没落したと伝わる。
なお、子には毘沙徳丸がいたと伝わる。